# Gianfranco Albano
Pour les articles homonymes, voir Albano.
Gianfranco Albano, né le 30 avril 1942 à Forlì dans la province de Forlì-Cesena en Émilie-Romagne en Italie, est un critique de cinéma, un réalisateur et un scénariste italien. Il est principalement connu en Italie pour ses téléfilms et séries télévisées.

## Biographie
Adolescent, il est envoyé à Rome pour finir ses études. Après le lycée, il s'inscrit à la faculté des lettres de la ville mais ne termine pas l'année. Il travaille comme représentant pour Olivetti et collabore en tant que critique de cinéma pour la revue Filmcritica. En 1965, il participe à la création de la revue Cinema & Film sous la gouverne de Pier Paolo Pasolini.
Il débute en 1968 une prolifique carrière de réalisateur. Il tourne ainsi de nombreux téléfilms et mini-séries, notamment pour la Rai. Il reçoit au cours de sa carrière plusieurs prix pour ses travaux, dont trois Telegatto pour ses réalisations et ses choix de sujet.
En 1992, il réalise son premier film pour le cinéma, la comédie noire Ostinato destino, avec la jeune Monica Bellucci, Alessandro Gassman, Angela Finocchiaro et Marina Berti dans l'un de ses derniers rôles.

## Filmographie

### Comme réalisateur

#### Au cinéma
- 1992 : Ostinato destino

#### À la télévision
- 1968 : Da Kronstadt dove?
- 1982 : Una tranquilla coppia di killer
- 1985 : A viso coperto
- 1986 : Mino - Il piccolo alpino
- 1987 : Cambiamento d'aria
- 1987 : Diventero padre
- 1988 : Un milione di miliardi
- 1990 : Felipe a les yeux bleus (Felipe ha gli occhi azzurri)
- 1992 : La Traque infernale (In fuga per la vita)
- 1994 : La luna rubata
- 1996 : Il piccolo Lord
- 1997 : Primo cittadino
- 1998 : L'Éléphant blanc (L'Elefante bianco)
- 1999 : La vera madre
- 2001 : Brancaccio
- 2001 : Una vita sottile
- 2003 : Rosafuria
- 2003 : Nessuno al suo posto
- 2004 : Padri e figli
- 2006 : La buona battaglia - Don Pietro Pappagallo
- 2006 : Il figlio della Luna
- 2008 : La stella della porta accanto
- 2009 : Sui tuoi passi
- 2012 : L'una e l'altra

### Comme scénariste

#### À la télévision
- 1968 : Da Kronstadt dove?

## Récompenses et distinctions
- Telegatto 1987 pour Mino - Il piccolo alpino.
- Telegatto 1991 pour Felipe a les yeux bleus (Felipe ha gli occhi azzurri).
- Telegatto 1992 pour La Traque infernale (In fuga per la vita).
- Premio Flaiano en 2003 du meilleur auteur.
- Prix Magnolia au Festival international du film de Shanghai en 2007 pour Il figlio della luna.